# Brodnici
Brodnicii (rusă Бродники, Brodniki) au fost un popor de origine posibil turcică.
Populația, ce se întindea pe un spațiu însemnat, de la cnezatul Suzdalului până în sudul Moldovei, s-a aflat în relații politice strânse cu tribul cumanilor, cu care de altfel au participat la expediții militare în secolul al XII-lea. Brodnicii din zona Moldovei s-au aflat în atenția Regatului Ungariei împreună cu o parte a cumanilor, în scopul de a-i converti la catolicism în Episcopia Cumaniei.
Un alt neam înrudit cu aceștia au fost berladnicii.

## Etimologie
Numele de brodnic provine de la substantivarea verbului бродить („brodit”), în traducere „a pribegi”, „a rătăci”, etimologic având sensul de „pribegi”, „hoinari”.
Potrivit lui Constantin C. Giurescu, numele este slavic, provenind mai degrabă de la brod care înseamnă „vad” decât de la brodit. Astfel, numele poate fi interpretat ca „locuitorii de la vaduri”, lucru care pentru Giurescu s-ar potrivi prin așezările brodnicilor de la vadurile Siretului, Prutului, Nistrului și Dunării de jos. La fel, Dimitrie Onciul a intrepretat termenul slavic a însemna prod – „vad”, brod-nic – locuitor pe vad sau lângă un râu mai mare.
Istoricul Kurt Horedt a menționat că toți cercetătorii sunt de acord asupra originii slave a cuvântului, unde există două semnificații posibile: denumire derivată de la brod (vad) sau verbul brodit (a rătăci). După prima ipoteză, brodnicii au fost locuitori ai vadurilor, puncte de trecere importante în epoca acestora, fapt dovedit și de menționarea deasă de către Anonymus a vadurilor folosite de către maghiari. Potrivit lui Horedt, deși denumirea putea să menționeze o situație specifică (locuirea în vadurile unui curs de apă important), totuși este greșită interpretarea acestuia ca una exclusiv profesională sau ca fiind indicația poziției geografice dintr-o anumită regiune, independentă de o anumită etnie. Astfel, nu toți erau locuitori ai vadurilor, precum cei din Transilvania sau drujina lui Iuri Dolgoruki.

## Origini
Între brodnici și cumani au existat legături politice strânse, atât prin vecinătatea teritoriilor locuite cât și prin participarea împreună la aceleași expediții în 1146 (sau 1147) și 1186, iar în anul 1223 ajunși în tabere diferite. Spațiul unde au fost semnalați brodnicii a fost unul imens, între sudul actualei Moldove și cnezatul Suzdalului, cu o lungime de peste 1000 de km, arătând că duceau o viață seminomadă sau nomadă precum cea a cumanilor.
Luând în calcul faptul că aceștia au fost păgâni alături de cumani, Ioan Ferenț a concluzionat că brodnicii erau probabil un trib turcic al berindeilor, amintiți în Cronica lui Nestor ca „un popor nomad de seminție turcească. Ei locuiau pe malul stâng al Niprului și au jucat un oarecare rol în războaiele civile ale prinților ruși în veacul al XI-lea. Învinși de Vladimir Monomahul, ei deveniră tributari Rusiei. Numele lor dispare cu veacul al XlII-lea.” Tot Ferenț a adăugat că, locuind la vadurile Niprului, berindeii au fost numiți de către ruși „brodnici”, nume păstrat și la stabilirea lor la vadurile Siretului din sudul Moldovei.
După Victor Spinei, colaborarea cu neamul cumanilor și preferința brodnicilor pentru zonele de stepă din nordul Mării Negre, care în primul sfert al mileniului al II-lea erau locuite îndeosebi de neamuri turcice, ar putea arăta apartenența lor, la fel ca și în cazul berladnicilor, la familia populațiilor de origine turanică.

### Originile eronate slave sau vlahe
Victor Spinei a considerat problema originilor extrem de controversată, aceștia fiind considerați slavi seminomazi, precum cazacii de mai târziu, români, cerchezi, kasogi, berladnici, pecenegi, berindei, abodriți sau predenecenți, alani, khazari amestecați cu ruși, o populație mixtă compusă din elemente slave, românești și turcice sau numai slave și românești. Tot istoricul a fost de acord că, de regulă, ipotezele privind originea brodnicilor se bazează pe argumente neperemptorii și sunt greu de acceptat.

#### Slavi răsăriteni
Istoriografia rusă și sovietică, prin istoricii ruși ca Boris Grekov⁠(en)[traduceți] și А. I. Iakubovski, i-a considerat pe brodnici ca fiind de origine slavă, aparținând slavilor răsăriteni. Înaintea acestora, de aceeași părere a fost Nikolai Karamzin. Lev Gumiliov a optat pentru originea ruso-khazară, fiind urmașii vechilor khazari, însă fiind o opinie de natură ipotetică și nesusținută de argumente bazate pe surse.
Istoricul Vladimir Pașuto⁠(en)[traduceți], pe baza numelui brod (vad), a ajuns la concluzia că au fost un neam nomad asociat cu tribul cumanilor și care a trăit în stepa cumană. Deși a stipulat că originea lor era neclară, nu a pus la îndoială și ipoteza originii slave și răspândirea creștinismului printre ei. Nicolai Kotliar⁠(ru)[traduceți] nu a susținut în schimb că au fost un neam nomad, ci locuitori din apropierea vadurilor, precursori ai cazacilor din stepele rusești din sud. După acesta, zona principală a așezării brodnicilor a fost Podunavia. Vladimir Mavrodin⁠(ru)[traduceți], R. M. Mavrodinoi și Igor Froianov⁠(ru)[traduceți] au obiectat asupra nomadismului, întrucât o populație de origine slavă nu ar fi putut avea o asemenea caracteristică.
Igor Kneazki a susținut că originea poate să reiasă de la Niketas Choniates, unde a scris în Nicetae Choniatae Historia despre brodnici ca fiind o ramură a tauro-scițior. Kneazki a concluzionat că Chroniates avea în vedere prin acestă denumire pe ruși, iar pentru Kneazki se deosebesc clar de cumani și vlahii răsăriteni. Tot Kneazki a concluzionat că cea mai solidă teorie privind originea rusă rămâne cea a istoricului rus Gleb Uspenski⁠(en)[traduceți], care a menționat că brodnicii care locuiau pe teritoriul stepelor Rusiei din vecinătatea cumanilor la sfârșitul secolului al XII-lea și prima jumătate a secolului al XIII-lea erau parte cel mai probabil din vechea populație rusă din regiunea nordică a Mării Negre.
În aceea ce privește originea socială a populației, în istoriografia rusă există opinia că aceștia erau formați din iobagi și țărani fugari din regiunile rusești.
Potrivit lui Spinei, teoria conform căreia brodnicii erau ruși kieveni sau ruși kieveni seminomazi amestecați cu nomazi turcici (adică niște cazaci avan-la-lettre, înaintea apariției lor propriu-zise) este la fel de nefondată. Justificarea istoricului constă în etimologia termenului kosak, provenit din limba cumană și cu semnificația de „santinelă” sau „strajă”, foarte diferit în înțeles cu brodnik – care cel mai probabil provine din verbul slav бродить („a rătăci” sau „a hoinări”), deci cu sensul original probabil de „rătăcitor” sau „vagabond”, ceea ce nu exclude o origine turcică a acestora. Un exemplu clar de trib turcic cunoscut sub un nume slav a fost cernîie klobuki⁠(d) (în rusă черные клобуки, adică „căciulile negre”), posibil o traducere a turcicului Qara-börkli, deși și în privința etniei lor sunt încă discuții. O populație din zonă la fel de controversată în origini a fost cea a bolohovenilor, care după caracteristicile culturii materiale identificate arheologic, sunt încadrați în arealul Rusiei Kievene atât material, cât și etnic.

#### Vlahi din Moldova
În istoriografia românească a fost consacrată părerea că brodnicii au fost o populație de „origine română”. Emiterea părerii se datorează îndeosebi unei transcrieri eronate făcute de editorii textului bulei papale din 1222, unde se confirmă donațiile lui Andrei al II-lea al Ungariei către teutoni (vezi Țara Bârsei). În bula din 1222, în loc de ad terminos Prodnicorum, cum apare și în actul regelui Andrei al II-lea din același an, ale cărui pasaje le reproduce întocmai, s-a inserat, în mod greșit însă, ad terminos Blacorum, ceea ce, potrivit unor interpretări, însemna echivalența între etnonimele în discuție. Deși inadvertența de transcriere a fost remediată în alte ediții de documente, ipoteza similitudinii brodnicilor cu românii nu a fost părăsită, ignorându-se faptul că în cele două acte din anul 1222 este amintită și terra Blacorum. Desemnarea unui popor prin două nume diferite în cadrul aceluiași document ar fi fost evident fără sens, în opinia lui Victor Spinei.

Pentru faptul că cuvântul Brodnicilor a fost înlocuit cu Vlahilor, Pál Hunfalvy a emis părerea că brodnicii sunt de origine românească, cu scopul de a demonstra nomadismul poporului român și lipsa continuității elementului în Dacia romană.
„Păstorul, în special ciobanul de munte, este nevoit să rătăcească, duce o viață neliniștită. În limbile slave, omul rătăcitor se numește «Brodnik», și iată, sub acest nume mai apar vlahii ca «Brodnici»”.
Ideea lui Hunfalvy a devenit teză sigură pentru Radu Rosetti, Augustin Bunea și Romulus Cândea, care citează pentru aceeași teză și pe Nicolae Iorga. Dimitrie Onciul a ales calea de mijloc, ținând cont de etnonimul slav, acesta a afirmat că sunt o populație mixtă, compusă din români și slavi. Despre originea românească s-a exprimat și Alexandru Boldur, care a mai făcut aserțiunea că „Termenul «infideles» înseamnă «necatolici», deoarece se aplică țărilor vădit creștine necatolice, ca Bulgaria și Galiția.” Acesta nu a fost de acord cu originea din berindei a lui Ioan Ferenț și că „Brodnicii n-au fost nici nomazi, nici păgîni.”
Argumentul originii românești dat de documentul din 1222 a căzut din anul 1892, când Franz Zimmermann și Carl Werner au publicat textul critic al bulei, în varianta originală. Însă Dimitrie Onciul s-a mai referit la brodnicii din Moldova: „faptul că Brodnicii sunt deosebiți ca popor și de Cumani și de Ruși, cum și că ei ajută pe Asanești în luptele acestora cu Byzantinii, lupte la cari au lua parte și Românii din Țara Românească, ar indica că Brodnicii din Moldova meridională erau Români.” Istoricul Ioan Ferenț a afirmat că deosebirea de cumani și ruși nu dovedește că au fost români, iar pe aceeași logică cu ajutorul dat Asăneștilor s-ar putea conchide că și cumanii și bulgarii erau români, întrucât și aceștia i-au ajutat în măsură semnificativă pe Asănești în luptele acestora împotriva bizantinilor. Ferenț a considerat argumentul ca fiind „bolnav, deci de un «nimis probat: ergo nihil probat»”, iar prezența în Balcani dovedește legăturile cu populația cumană. Tot istoricul a mai amintit că pe de altă parte nici participarea la bătălia de la Râul Kalka (1223), când s-au aflat sub conducerea „voevodului lor Ploskinia” (menționat astfel în analele rusești) de partea mongolilor împotriva rușilor și cumanilor, nu dovedește originea românească sau că a fost conducător doar pe timp de război, iar de altfel și Constantin Porfirogenetul l-a numit pe Lebedia „voevod al ungurilor” de la Volga, iar istoricul a adresat întrebarea: „nu cumva și străbunul lui Arpad era Român?”. Acesta a mai conchis că modificarea numelui Ploskinia în Ploscânea și considerarea acestuia ca român este „un joc filologic, fără altă valoare decât aceea a unui haz. Cu metoda aceasta am putea ajunge la identificarea națională a Cumanilor cu Românii. Să rămânem deci la fapte pozitive.”

#### Concluzii
Ioan Ferenț a afirmat că atât teoria lui Pál Hunfalvy cât și a istoricilor români și ruși inspiră nesiguranță datorită lipsei argumentelor, cât și faptul că există multe inexactități. Ferenț a afirmat că nici românii și nici rușii nu erau nomazi în acea epocă și în acea parte a Europei, brodnicii însă prezentând toate semnele unui popor nomad, asemănător mongolilor și cumanilor. Pe de altă parte, aceștia au fost menționați în următoarele circumstanțe:
- în anul 1147, menționați pentru prima dată în analele rusești tocmai pe malurile râului Oca, afluent al fluviului Volga, în marginea răsăriteană a Rusiei alături de cumani, ca aliați ai prințului rus Sviatoslav al Kievului.[10]
- în perioada 1186–1187 alături de cumani, ca aliați ai vlaho–bulgarilor în lupta împotriva Imperiului Bizantin de peste Dunăre;[10]
- în 1222 și 1254 țara brodnicilor a fost indicată în sudul viitoarei Moldove, de lângă Siretul inferior, în capătul Cumaniei și aliați ai acestora;[10]
- în 1223, au fost menționați la Kalka de lângă Don, sub conducerea „voievodului” Ploskinia, ca aliați ai mongolilor, luptând împotriva rușilor și cumanilor.[10]

Istoricul Nikolai Karamzin deși îi considera de origine rusă, a remarcat că „duceau o viață sălbatică”, precum popoarele barbare și nomade. Potrivit lui Ferenț, cu greu se pot aplica aceste caracteristici românilor din Moldova. În aceeași epocă, atât rușii cât și românii erau creștini, în timp ce brodnicii au fost prezentați ca păgâni, când Papa Grigore al IX-lea într-o scrisoare din 1227 i-a pus pe cumanii păgâni alături de brodnici, dar unde se spera convertirea acestora la catolicism prin delegatul papal. Într-o altă scrisoare din 1254 a regelui Béla al IV-lea al Ungariei către Papa Inocențiu al IV-lea, brodnicii au fost numiți încă păgâni (infideles), alături de cumanii păgâni.
De asemenea, în cazul brodnicilor din Transilvania din posesiunea Prépostfalva de lângă Târnava, numită în 1359 Prodnik și moșia de lângă Sibiu cu numele de „terra Borothnik” în 1223, nu s-a menționat sau determinat etnia locuitorilor, fiind după Ferenț o moștenire slavonă cu referire la caracteristica de „locuitori ai vadurilor”. Astfel, numele nu dovedește etnia, cum și în cazul numirii acestora ca „brodnici” de către ruși sau a cumanilor drept „polovți” (locuitori ai șesului), nu dovedește originea slavă.
Potrivit lui Vladimir Șușarin⁠(ru)[traduceți], teoria originii românești este nefondată și în zilele noastre nu există date noi care să sugereze această origine. Restul informațiilor găsite despre brodnici nu oferă niciun motiv pentru a-i identifica cu românii din est. Însă acesta a împărtășit punctul de vedere al originii slave.
Constantin C. Giurescu a fost de părere că nu se poate preciza apartenența etnică a acestora, în condițiile menționării în acte singuri sau alături de români, cumani și ruși. Însă, având în vedere împrejurările din prima jumătate a secolului al XlII-lea, pentru Giurescu nu este exclus ca brodnicii din sudul Moldovei să fi fost români sau să cuprins un contingent semnificativ românesc. Tot după acesta, chestiunea rămâne deschisă până la apariția de noi acte.
Victor Spinei a indicat că folosirea informației din letopisețe, din care se deduce că voievodul Ploscânea ar fi fost creștin, în scopul de a căuta originea etnică a populației, nu este prea lămuritoare. Aceasta se datorează faptului că atunci multe populații din estul Europei, inclusiv triburi seminomade, au adoptat religia creștină.
În cazul în care aceștia ar fi fost români, potrivit lui Spinei, cronicarul Niketas Choniates nu le-ar fi atribuit numele de bordoni, ci pe acela de vlahi, denumire sub care românii sunt menționați de mai multe ori în cronica sa.

## Delimitări
Hotarul apusean al țării Brodnicilor – terra Brodnicorum – se poate determina cu o oarecare aproximație din diploma regelui Andrei al II-lea al Ungariei, dată cavalerilor teutoni din Țara Bârsei   în anul 1222, pentru a ratifica printre altele și noua cucerire a acestora în Cumania, când în două documente din 1231 și altele din anii următori se menționează că teutonilor li s-a dat „o parte a Cumaniei dincolo de munții înzăpeziți” (...partem Cumanie ultra Montes nivium). Teritoriul teuton din Moldova era descris astfel: „Țara care se întinde de la sfârșitul ținutului Kreuzburg până la hotarele Brodnicilor”. Se cunoaște faptul că partea transilvană a Kreuzburgului se afla la răsărit de Țara Bârsei, între Tărlungeni și Carpații de Curbură, iar țara dăruită de Andrei al II-lea cavalerilor teutoni se întindea de aici spre răsărit până Ia hotarele brodnicilor.
Potrivit lui Victor Spinei, în bula papală din 1227, unde s-a evidențiat că „autoritatea papală s-a bucurat totdeauna de mult sprijin în Cumania și Brodnic” (auctoritas semper consuevit multum favoris habere in Cumania et Brodnic), s-a insinuat succesul în propaganda catolică pe versanții estici și sudici ai Carpaților în timpul activității cavalerilor teutoni din Țara Bârsei.
Prin urmare, nu se poate afirma că țara Brodnicilor se afla „lângă hotarele ținutului Kreuzburg”, sau că se mărginea cu Transilvania, deoarece diploma din 1222 prezenta că între hotarul Kreuzburgului și țara brodnicilor se găsea la mijloc teritoriul moldovenesc al teutonilor.
Astfel, știind că teritoriul teutonilor în Moldova se întindea de la Munții Carpați până la râul Siret, și cum la hotarul răsăritean al acestui teritoriu a fost menționată țara brodnicilor, rezultă că „termini Brodnicorum" coincide cu zona râului Siret.
După alungarea cavalerilor teutoni și înființarea episcopiei cumane, întreaga cucerire teutonă din zona Moldovei a intrat în controlul diecezei conduse de episcopul Teodoric al Cumanilor; știind în continuare că teritoriul episcopiei era cuprins între Munții Carpați și râul Siret, hotarul răsăritean al țării brodnicilor se afla cu siguranță la râul Siret, care era totodată, pentru scurtă perioadă, granița extremă a suveranității maghiare.
Regele Bela al IV-lea a scris, la 1254, către papa Inocențiu al IV-lea, că Regatul Ungariei e înconjurat la răsărit de Galiția (Haliciu), Cumania și Țara Brodnicilor iar la sud de Bulgaria.
Din scrierea aceasta, combinată cu diploma din 1222 și cu faptul că Țara Teutonilor se întindea spre răsărit până la râul Siret, istoricul Ioan Ferenț a conchis că Țara Brodnicilor începea cu malul stâng al Siretului și era așezată mai mult în sudul Moldovei, lângă Siretul inferior.
| 1 | Brodnici (1147, 1216)             |
| 2 | Brodnici (1222, 1227, 1231, 1250) |

| 3 | Brodnici (1223)            |
| 4 | Terra Prodnik (1223, 1359) |

| 5 | Bordones (1186)          |
| 6 | Praedenecenti (822, 824) |

| 1 | Brodnici (1147, 1216)             |
| 2 | Brodnici (1222, 1227, 1231, 1250) |

| 3 | Brodnici (1223)            |
| 4 | Terra Prodnik (1223, 1359) |

| 5 | Bordones (1186)          |
| 6 | Praedenecenti (822, 824) |

## Menționări

### Brodnicii în cnezatul Vladimir-Suzdal
Prima mențiune a brodnicilor a apărut în contextul luptelor dintre cnejii ruși, unde s-a relatat că Sviatoslav Olgovici⁠(en)[traduceți], devenit recent conducător al Kievului, s-a îndreptat în anul 1147 (sau 1146, potrivit letopisețului de la mănăstirea Voskresenie) împotriva viaticilor⁠(en)[traduceți], ajungând până la orașul Koltesk. În acest oraș a primit ajutor de la primul cneaz independent al Suzdalului și Rostovului, Iuri Dolgoruki, 1 000 (sau 14 000, după letopisețul lui Nikon) de brodnici care făceau parte din drujina de la Belozersk. Potrivit letopisețului de la mănăstirea Sf. Ipatie, au făcut parte din armata lui Sviatoslav și mulți cumani împreună cu brodnicii. Ajutorul dat de Dolgoruki a venit pe fondul unui alt ajutor dat lui Olgovici în luptele pentru stăpânirea Kievului, când acesta a primit ca recompensă orașul Kursk.
O a doua mențiune a populației a apărut în anul 1216, în chestiunea luptelor Novgorodului cu Vladimirul, când cnezatul Vladimirului a încercat de mai multe ori să supună Novgorodul autorității proprii. Iaroslav de la Novgorod, ce a păgubit drepturile boierilor săi, a fost nevoit să se refugieze din oraș și s-a răzbunat prin ocuparea drumului de comunicație dintre Novgorod și Suzdal. În acest fel, a împiedicat transportul grâului spre Novgorod, unde s-a distrus recolta din cauza gerului timpuriu. Locuitorii din Novgorod s-au adunat într-o armată sub conducerea lui Mstislav Viteazul al Toropețului împotriva lui Iaroslav, deja unit cu fratele său, Iuri Vsevolodovici, cneaz de Vladimir, și s-a retras spre Suzdal. Lângă râul Lipița s-a dat bătălia decisivă, unde cei din Novgorod au învins armata fraților Iaroslav și Vsevolodovici compusă și din brodnici, Novgorod căpătând independență și libertate.

### Brodnicii în Moldova
Brodnicii au ajuns în zona de est a Carpaților în perioada migrației cumanilor spre Dunărea de jos, evenimente datate de bule papale și documente ale Coroanei arpadiene din prima jumătate a secolului al XIII-lea, unde s-au menționat numele noilor veniți și ale locurilor unde s-au stabilit temporar. Cel mai vechi dintre acestea este din 1222, în care s-a prezentat că teritoriul donat cavalerilor teutoni în afara Carpaților se desfășura până la hotarele brodnicilor (ad terminos Prodnicorum). Au fost menționați în unul din cele mai vechi izvoare din care rezultă că termenul Cumania era stabilit între Moldova și estul Munteniei, bula papală din 1227, unde s-a evidențiat că „autoritatea papală s-a bucurat totdeauna de mult sprijin în Cumania și Brodnic” (auctoritas semper consuevit multum favoris habere in Cumania et Brodnic).
Teritoriul locuit de brodnici a fost menționat ulterior, alături de Cumania, sub numele de „țară” (Brodnic terra illa vicina), „ținut” sau „provincie” (Brodnicorum provincia). Ultima atestare a brodnicilor în zonă provine din anul 1250. Pentru Spinei, învecinarea cu domeniile ordinului teutonic și amplasarea la răsărit de Regatul Ungariei dovedește că teritoriul locuit se găsea în partea meridională a Moldovei.
În cadrul Episcopiei Cumaniei înființată de Papa Grigore al IX-lea în secolul al XIII-lea, catolicismul urma să fie răspândit atât cumanilor cât și brodnicilor, fapt dovedit de scrisoarea din august 1227 când Grigore al XI-lea a cerut arhiepiscopului de Esztergom convertirea cumanilor și vecinilor lor, brodnicii: In Cumania et Bordinia terra illis vicina, de cuius gentis conuers conuione sperabatur, legationis officium tibi commitere dignaremur, per quod habeas potestatem eisdem terris vice nogtra praedicandi, baptizandi, aedificandi Ecclesias, ordinandi clericos....etc, în traducere „Suntem onorați să vă dăm autoritatea noastră în ținuturile Cumania și Brodinia, vecină cu aceasta, a căror convertire este sperată, prin care aveți autoritatea în numele nostru de a predica, de a ridica biserici, de a boteza, de a numi preoți...”.
Un document papal din martie 1231 s-a referit din nou la vecinătatea provincilor: Cumanorum et Brodnicorum provinciis sibi vicines.
În 12 februarie și 28 aprilie 1238 Béla al IV-lea al Ungariei s-a intitulat rege al Galiției și Lodomeriei (în partea din nord), Cumania (viitoarea Moldovă de Sus) și Țara Brodnicilor (spre sud-est, viitoarea Moldovă de Jos): Regnum Hungariae... diversis infidelium generibus circumspetum ut pote Ruthenorum, Cumanoru, Brodnicorum a parte orientis, Bulgarorum et Boznenzium haereticorum a parte meridiei, în traducere „Regatul Ungariei...înconjurat de diverse feluri de necredincioși, precum rutenii, cumanii, brodnicii în partea de est, bulgarii și ereticii Boznezium în partea de sud.” Teritoriile menționate erau supuse Regatului Ungariei.
Într-o scrisoare din 11 noiembrie 1250 a regelui maghiar Béla al IV-lea al Ungariei către Papa Inocențiu al IV-lea se amintește că tătarii obligau la plata tributului teritoriile: que ex parte Orientis cum regno nostro conterminantur, sicut Ruscia, Cumania, Brodnici, Bulgaria, în traducere „de la granița de est cu regatul nostru, anume Rusia, Cumania, Brodnici și Bulgaria. Acest lucru a început să se petreacă după Marea invazie mongolă din 1241.
Potrivit lui Spinei, colaborarea cumanilor pe parcursul secolelor XII–XIII cu berladincii și brodnicii confirmă în rândul cumanilor o prezență îndelungată a acestora în Moldova.

### Brodnicii în Transilvania
În Transilvania a fost menționată posesiunea Prépostfalva (Probstdorf, Prostea) de lângă Târnava, numită în 1359 Prodnik, iar în 1223 lângă Sibiu o moșie cu numele de „terra Borothnik”. Însă denumirile sunt moșteniri slavone cu referire la caracteristica de „locuitori ai vadurilor”, fără să se menționeze sau să se poată determina etnia locuitorilor.

### Brodnicii împotriva Imperiului Bizantin
Potrivit istoricului Niketas Choniates, în lupta împotriva Imperiului Bizantin s-au alăturat sciților (cumani) și grupul bordones. Mai mulți autori (printre care Gleb Uspenski⁠(en)[traduceți], Dimitrie Onciul, Gheorghe Popa-Lisseanu, Ștefan Ștefănescu, Phaedon Malingoudis și Igor Kneazki) sunt de acord că termenul îi desemnează pe brodnici.

### Brodincii în alianță cu mongolii
După eșecul cumanilor în conflictul cu selgiucizii de la Sudak, o armată mongolă condusă de Jebe (Ǧebe, Jäbä) și Sübütäi s-a orientat spre Marea Caspică și nordul Caucazului. Mongolii au învins atât cumanii cât și alanii, ducând la ruperea aliaței dintre cele două triburi, iar Sudak a fost jefuit iar populația împrăștiată. Conducătorii mongoli s-au mutat astfel în Cumania (Desht-i Qipchaq), provocând panica cumanilor și cererea hanului cuman Kuthen a unei alianțe cu Mstislav al III-lea al Kievului⁠(en)[traduceți] și ceilalți conducători ruși. Evenimentul a dus la oprirea pe moment a rivalității extinse de un secol și jumătate dintre cumani și ruși și adunarea unei armate de dimensiune considerabilă, incluzând o armată din Galiția trimisă să ajute cumanii pe Nistru. În bătălia care a urmat pe râul Kalka în 1223, mongolii au câștigat hotărâtor în fața alianței cumano-ruse, pierdere cauzată printre altele și de brodnicii, care sub „voievodul” Ploskinia au schimbat taberele în mijlocul bătăliei.
Denumirea brodnici a dispărut pentru totdeauna din izvoare odată cu marea invazie mongolă din 1241.